# シスタークエスト2〜魔剣の騎士と白銀の巫女〜
シスタークエスト2〜魔剣の騎士と白銀の巫女〜（シスタークエストツー〜まけんのきしとはくぎんのみこ〜）は、2011年1月にSNKプレイモアから発売されたパチスロ機（5号機）。保通協における形式名は「シスタークエストD」。
2007年に発売された「シスタークエスト」の後継機にあたる。

## 概要
「シスタークエスト」の最大の特徴であった「RPGとパチスロの融合」、およびボーナスのみで出玉を増やすAタイプのゲーム性を継承しつつも、メインキャラクターの声優にスフィアを起用し、アニメ部分をJ.C.STAFFが制作するなど、新要素も多数盛り込んでいる。

## システム
ビッグボーナスは3種類（赤7・青7・白7揃い）で、345枚を超える払い出しで終了（純増312枚）。レギュラーボーナスは3種類（各色7・7・BAR揃い）で119枚を超える払い出しで終了（純増104枚）。どちらも基本的にフリー打ちで消化可能。
ビッグボーナス後999ゲーム、レギュラーボーナス後777ゲームで天井RTに突入する（純増はほぼ現状維持）。
前作にはなかった1枚役（取りこぼしでチャンス目）との同時成立が多くなり、ボーナスの単独成立は非常に少なくなった。
基本演出
通常時の画面には、ほぼ常にクリアすべきミッションが表示されている。そのミッションをクリアできればビッグボーナスとなり、ミッションをクリアできずに大当たりしたときは原則としてレギュラーボーナスとなる。基本的にビッグボーナス当選でストーリーが1段階進み、全22話で完結となる。
なお、ボタン操作により特定の話から始めることも可能である。
起きスロ
前作にもあった、「キャラクターが起きればボーナス確定」となる完全告知ステージは本作でも（第16話）搭載されている。原則、「キャラクターが起きればビッグボーナス確定」
なお「起きスロ」の語自体は、前作登場時に「（キャラクターが）起きれば確定」と「沖スロ」をひっかけたネットスラングであったが、本作においてはメーカーが公式に用いている。

## 主な登場人物
- シフォン

声：豊崎愛生
シリーズの主人公で剣士。
- ステラ

声：寿美菜子
シフォンの姉で巫女。
- レイジー

声：戸松遙
剣士。成り行きからシフォン達と対決することに。
- ロージー

声：高垣彩陽
シフォン達の住むエサリカ村に流れ着いた少女。
- リリィ

声：辻あゆみ
シフォンについている妖精。

## アニメパートの主要スタッフ
- 監督：山川吉樹
- 脚本：生田美和
- キャラクターデザイン：yumi
- 音楽：SMACK sound produce
- 音響監督：本山哲
- アニメーション制作：J.C.STAFF

## 関連ブックス
- スロキャラファンブック SNKプレイモア 2006~2009 （2009年に発売）
- スロキャラファンブック　シスタークエスト2 ～魔剣の騎士と白銀の巫女～ （2011年に発売）